# District de Dole
Le district de Dole est une ancienne division territoriale française du département du Jura de 1790 à 1795.
Il était composé des cantons de Dole, Chaussin, Dampierre, Gendrey, Longvy, Menotey, Mont sous Vaudrey, Montmirey le Château, Orchamps, Parcey, Rahon, Rochefort, Saint Aubin et Santans.